# غابرييل غارثيا ماركيث
غابرييل خوسيه دي لا كونكورديا غارثيا ماركيث (بالإسبانية: Gabriel García Márquez) تلفظ بالإسبانية: ‎/ɡaˈβɾjel ɣaɾˈsi.a ˈmaɾkes/‏ استماع (معلومات) (6 مارس 1927 – 17 أبريل 2014)، يعرف اختصارًا باسم غابرييل غارثيا ماركيث أو غابرييل غارسيا ماركيز هو كاتب وروائي وصحفي وناشر وناشط سياسي كولومبي، قضى معظم حياته في المكسيك وأوروبا. وتضاربت الأقاويل حول تاريخ ميلاده هل كان في عام 1927 أو 1928 إلا أن الكاتب نفسه أعلن في كتابه عشت لأروي عام 2002 عن تاريخ مولده عام 1927. يعرف غارثيا ماركيث عائليًا وبين أصدقائه بلقب غابيتو، فيما لقبه إدواردو ثالاميا بوردا، مساعد رئيس التحرير صحيفة الإسبكتادور، باسم غابو، بعد حذف المقطع الأخير. ويعد غارثيا ماركيث من أشهر كتاب الواقعية العجائبية، فيما يعد عمله مئة عام من العزلة هو الأكثر تمثيلًا لهذا النوع الأدبي. وبعد النجاح الكبير الذي لاقته الراوية، فإنه تم تعميم هذا المصطلح على الكتابات الأدبية بدءًا من سبعينات القرن الماضي. وفي عام 2007، أصدرت كل من الأكاديمية الملكية الإسبانية ورابطة أكاديميات اللغة الإسبانية طبعة شعبية تذكارية من الرواية، باعتبارها جزءًا من الكلاسيكيات العظيمة الناطقة بالإسبانية في كل العصور. وتم مراجعة وتنقيح النص من جانب غابرييل غارثيا ماركيث شخصيًا. وتميز غارثيا ماركيث بعبقرية أسلوبه ككاتب وموهبته في تناول الأفكار السياسية. وقد تسببت صداقته مع الزعيم الكوبي فيدل كاسترو في الكثير من الجدل في عالم الأدب والسياسة. وعلى الرغم من امتلاك غابرييل غارثيا ماركيث مسكنًا في باريس وبوغوتا وقرطاجنة دي إندياس، إلا أنه قضى معظم حياته في مسكنه في المكسيك واستقر فيه بدءًا من فترة الستينات.
وشكل ماركيث جزءاً مما بات يُعرف بظاهرة البوم الأمريكي اللاتيني. ويشتمل الإنتاج الأدبي لماركيث على العديد من القصص والروايات والتجميعات، إلى جانب كتابات أخرى، وتتناول الغالبية العظمى منه مواضيع مثل البحر وتأثير ثقافة الكاريبي والعزلة. واعُتبرت رواية مئة عام من العزلة واحدة من أهم الأعمال في تاريخ اللغة الإسبانية، وذلك من خلال المؤتمر الدولي الرابع للغة الإسبانية الذي عقد في قرطاجنة في مارس عام 2007. بالإضافة إلى كونها أهم أعمال ماركيث، كانت أيضا أكثر الأعمال تأثيراً على أمريكا اللاتينية. واشتهر أيضًا بالأعمال الأخرى مثل ليس للكولونيل من يكاتبه، وخريف البطريرك والحب في زمن الكوليرا. وأيضًا هو مؤلف للكثير من القصص القصيرة، إضافة إلى كتابته خمسة أعمال صحفية.
حصل غارثيا ماركيث على جائزة نوبل للآداب عام 1982 وذلك تقديرًا للقصص القصيرة والرويات التي كتبها، والتي يتشكل بها الجمع بين الخيال والواقع في عالم هادئ من الخيال المثمر، والذي بدوره يعكس حياة وصراعات القارة. وكان خطاب القبول تحت عنوان «العزلة في أمريكا اللاتينية». وشكل ماركيث جزءاً من مجموعة من أحد عشر كاتباً حازوا جائزة نوبل للآداب. نال ماركيث بالعديد من الجوائز والأوسمة طوال مسيرته الأدبية مثل وسام النسر الأزتيك في عام 1982، وجائزة رومولو جايجوس في عام 1972، ووسام جوقة الشرف الفرنسية عام 1981. تُوفي غارثيا ماركيث في مدينة مكسيكو بالمكسيك يوم 17 أبريل 2014 عن عمر ناهز 87 عامًا.

## سيرته الذاتية

### طفولته وشبابه

غلاف رواية

غابرييل غارثيا ماركيث هو ابن غابرييل إيليخيو ولويسا سانتياجا ماركيث إجواران، وُلد في أراكاتاكا، ماجدالينا في كولومبيا «في التاسعة من صباح يوم الأحد السادس من مارس 1927»، كما يشير الكاتب في مذكراته. ورفض العقيد نيكولاس ريكاردو ماركيث ميخيا والد لويسا هذه العلاقة بين أبويه، ولذلك لأن غابرييل إيليخيو ماركيث عندما وصل إلى أراكاتاكا كان عامل تلغراف. ولم يراه العقيد نيكولاس الشخص المناسب لابنته، حيث كانت أمه عزباء، وهو نفسه ينتمي لحزب المحافظين الكولومبي، إضافة إلى اعترافه بكونه زير نساء. ومع نية والدها بإبعادها عن والد ماركيث، أُرسلت لويسا خارج المدينة، فيما تودد إليها غابرييل إيليخيو بألحان الكمان الغرامية وببعض قصائد الحب وعدد من الرسائل التلغرافية التي لا تعد ولا تحصى. وأخيرًا استسلمت عائلة لويسا للأمر، وحصلت لويسا على تصريح بالزواج من غابرييل إيليخيو، في 11 يونيو 1926 في سانتا مارتا. وقد استوحى غارثيا ماركيث روايته الحب في زمن الكوليرا من هذه القصة والدراما التراجيدية الكوميدية.

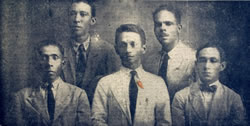
قادة إضراب عمال مزارع الموز.

وبعد ولادة غابرييل بوقت قليل، أصبح والده صيدلانيًا. وفي يناير من عام 1929، انتقل مع لويسا إلى بارانكويلا، تاركًا ابنه في رعاية جديه لأمه. وتأثر غابرييل كثيرًا بالعقيد ماركيث، الذي عاش معه خلال السنوات الأولى من حياته، حيث أنه قتل رجلًا في شبابه في مبارزة بينها، إضافة إلى أنه كان أبًا رسميًا لثلاثة من الأبناء، كان هناك تسعة من الأبناء غير الشرعيين من أمهات عدة. كان العقيد محاربًا ليبراليًا قديمًا في حرب الألف يوم، وشخصًا يحظى باحترام كبير بين أقرانه في الحزب، واشتُهر برفضه السكوت عن مذبحة إضراب عمال مزارع الموز، الحدث الذي أدى إلى وفاة قرابة المئات من المزارعين على يد القوات المسلحة الكولومبية في 6 ديسمبر من عام 1928 خلال إضراب عمال مزارع الموز، والذي عكسه غابرييل في روايته مئة عام من العزلة.
وكان العقيد جد غابرييل، والذي لقبه هو نفسه بـ«أباليلو»، واصفًا إياه «بالحبل السري الذي يربط التاريخ بالواقع»، راويًا مخضرمًا، وقد علمه على سبيل المثال، الاستعانة الدائمة بالقاموس، وكان يأخذه للسيرك كل عام، وكان هو من عرف حفيده على معجزة على الجليد، التي كانت توجد في متجر شركة الفواكه المتحدة. وكان دائمًا ما يقول له «لا يمكنك أن تتخيل كم يزن قتل شخص»، مشيرًا بذلك إلى أنه لم يكن هناك عبئًا أكبر من قتل شخص، وهو الدرس الذي اقحمه غارثيا ماركيث لاحقًا في رواياته.
وكانت جدته، ترانكيلينا أجواران كوتس، والتي أطلق عليها اسم الجدة مينا ووصفها بـ«امرأة الخيال والشعوذة» تملأ المنزل بقصص عن الأشباح والهواجس والطوالع والعلامات. وقد تأثر بها غابرييل غارثيا ماركيث كثيرًا مثلها مثل زوجها. إضافة إلى كونها مصدر الإلهام الأول والرئيسي للكاتب، حيث استمد منها روحها وطريقتها غير العادية في تعاملها مع الأشياء غير النمطية مثل قصها للحكايات الخيالية والفانتازية كما لو كانت أمرًا طبيعيًا تمامًا أو حقيقة دامغة. إضافة إلى أسلوبها القصصي، كانت الجدة مينا قد ألهمت حفيدها شخصية أورسولا إجواران، التي استخدمها لاحقا وبعد قرابة الثلاثين عامًا في روايته الأكثر شعبية مئة عام من العزلة. وتوفي جده عام 1936 عندما كان عمر غابرييل ثمانية أعوام. وبعد إصابة جدته بالعمى، انتقل للعيش مع والديه في سوكر، بلدة في دائرة سوكر بكولومبيا، حيث كان يعمل والده بمجال الصيدلة.
وتناول غارثيا ماركيث طفولته في سيرته الذاتية المسماة عشت لأروي عام 2002. وعاد إلى أراكاتاكا عام،2007 بعد غياب دام أربعة وعشرين عامًا، لحصوله على تكريم من الحكومة الكولومبية بعد إتمامه سن الثمانين وبعد مرور أربعين عامًا على نشر عمله الأول مئة عام من العزلة.

### تعليمه
وقرر غابرييل ابتداء مسيرته التعليمية الأساسية بعد وصوله إلى سوكر بوقت قليل. وتم إرساله إلى مدرسة داخلية في بارانكويلا، ميناء عند مصب نهر ماجدالينا. واشتهر هناك كونه صبيًا خجولًا كان يكتب قصائدً ساخرة وكان يرسم رسومًا هزلية. ولقب بـ«العجوز» بين زملائه لكونه كان شخصًا جادًا وقليل الاهتمام بالأنشطة الرياضية.

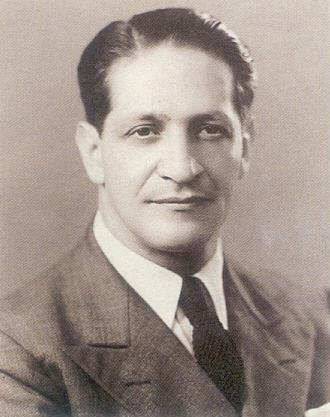
خورخي إلييثير جايتان.

اجتاز غارثيا ماركيث المراحل الأولى من الدراسة الثانوية في المدرسة اليسوعية سان خوسيه، التي تعرف حاليًا بمعهد سان خوسيه، منذ عام 1940، حيث نشر قصائده الأولى في المجلة المدرسية الشباب. وأكمل غارثيا دراسته في بوغاتا بفضل المنحة التي حصل عليها من الحكومة، واستقر من جديد في المدرسة الثانوية في بلدية ثيباكيرا، على بعد ساعة من العاصمة، حيث اختتم دراسته الثانوية.
وبعد تخرجه عام 1947، انتقل غارثيا ماركيث إلى بوغاتا لدراسة القانون بجامعة كولومبيا الوطنية، حيث تلقى نوعًا خاصًا من القراءة. قرأ ماركيث رواية المسخ لفرانتس كافكا «في الترجمة المزيفة لخورخي لويس بورخيس» والتي ألهمته كثيرًا. وكان متيمًا بفكرة الكتابة، ولكنها لم تكن بغرض تناول الأدب التقليدي، بينما على نمط مماثل لقصص جدته، «حيث تداخل الأحداث غير النمطية وغير العادية كما لو كانا مجرد جانب من جوانب الحياة اليومية». وبدأت حلمه يكبر في أن يكون كاتبًا. وبعدها بقليل نشر قصته الأولى الإذعان الثالث أول قصة لماركيث. نشرت في صحيفة الإسبكتادور في 13 سبتمبر عام 1947. والقصة بها تأثيرًا من فرانتس كافكا.
على الرغم من شغفه للكتابة، إلا أن غارثيا ماركيث استمر في مسيرته في دراسة القانون عام 1948 إرضاءً لوالده. وأغلقت الجامعة أبوابها إلى أجل غير مسمى بعد أعمال الشغب الدامية التي اندلعت في 9 أبريل بسبب اغتيال الزعيم الشعبي خورخي إلييثير جايتان، الذي كافح من أجل العدالة الاجتماعية وإصلاح النظام المالي والأراضي في بلاده، على يد الأوليغارشية وإحراق مسكنه. انتقل غارثيا ماركيث إلى جامعة قرطاجنة، وبدأ في العمل كمراسل لصحيفة اليونيفرسال. وفي عام 1950، ترك مجال المحاماة ليتفرغ للصحافة، وعاد من جديد إلى بارانكويلا ليصبح كاتب عمود ومراسل لصحيفة إل هيرالدو. وبالرغم من أن غارثيا ماركيث لم ينهٍ دراساته العليا، إلا أن بعض الجامعات مثل جامعة كولومبيا في مدينة نيويورك قد منحته الدكتوراه الفخرية في الآداب.

## زواجه وعائلته

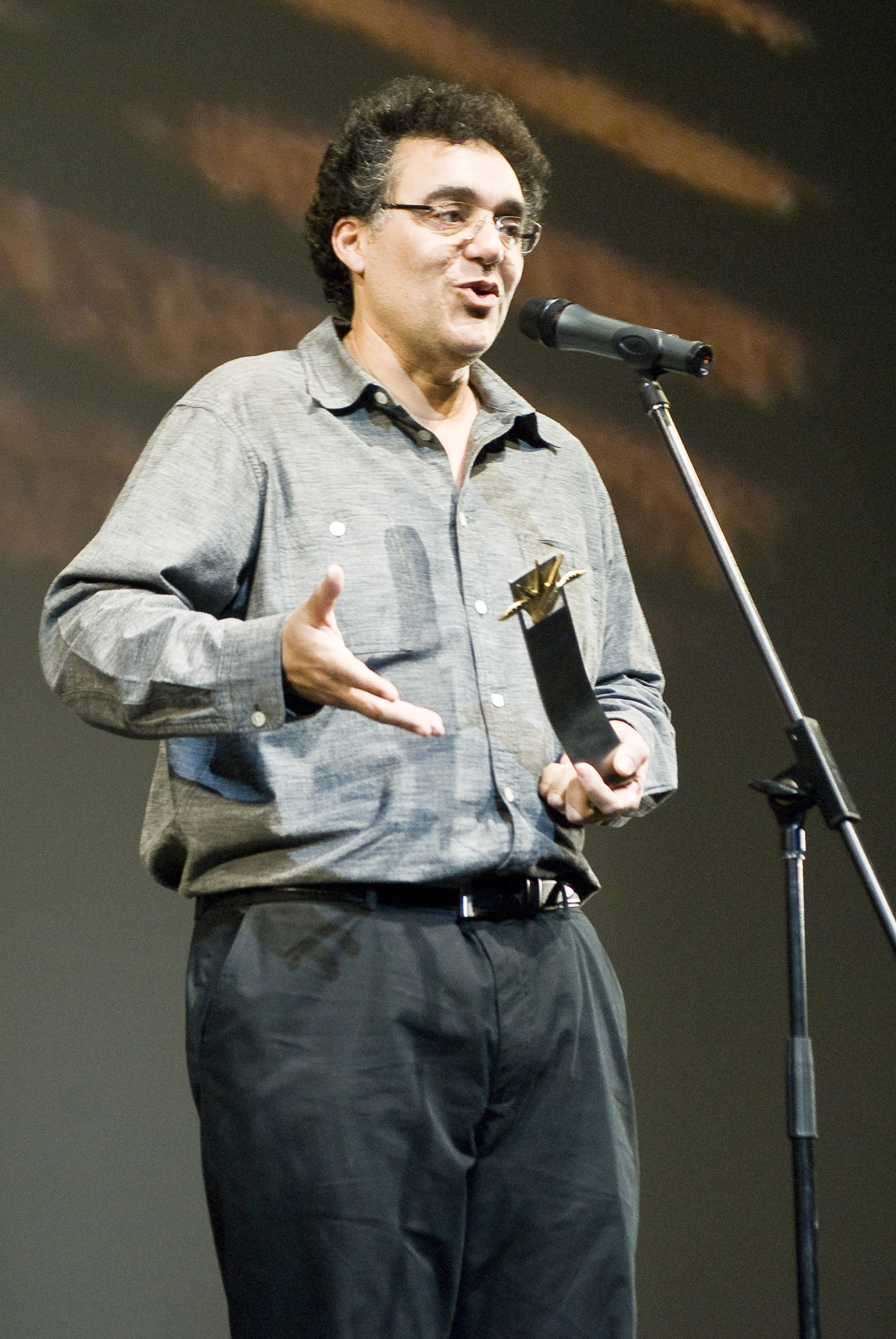
رودريجو ماركيث.

وأثناء دراسته وعند زيارته لوالديه في سوكر تعرف ماركيث على ميرثيديس بارشا ابنة أحد الصيادلة في حفلٍ راقصٍ للطلاب وقرر وقتئذٍ أن يتزوجها بعد الانتهاء من دارسته. عقد ماركيث قرانه على ميرثيديس «الزوجة التي ارتأى الزواج منها حين بلغ من العمر الثالثة عشر» في مارس عام 1958 في كنيسة سيدة المعونة الدائمة في بارانكويلا.
وصف أحد كتاب السير الذاتية ميرثيديس بأنها امرأة طويلة وجميلة ذات شعر بني ينسدل على كتفيها، وحفيدة أحد المهاجرين المصريين وهو ما يبدو جلياً في عظامها العريضة وعيونها الواسعة ذات اللون البني. كان ماركيث يشير لها باستمرار وبفخر؛ وعندما تحدث عن صداقته مع فيدل كاسترو قال: «فيدل يثق بميرثيديس أكثر حتى مما يثق بي».
ورزقوا بابنهم الأول رودريجو عام 1959 الذي سيصبح من بعد مخرجًا سينمائيًا. وعام 1961 انتقل ماركيث إلى نيويورك حيث عمل مراسلًا لوكالة برنسا لاتينا. ثم إلى المكسيك واستقر في العاصمة بعد تلقيه تهديدات وانتقادات من وكالة المخابرات المركزية ومن الكوبيين المنفيين، والذين لم يتناولهم محتوى تقاريره. وبعد ثلاث سنوات رزق بابنه التاني جونثالو الذي يعمل حاليًا مصممًا جرافيكًا في مدينة مكسيكو.

## شهرته

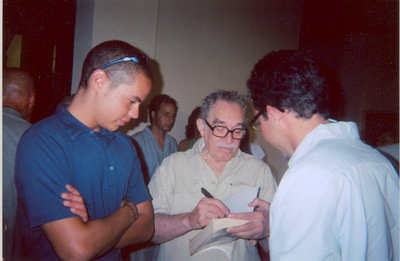
غابرييل غارثيا ماركيث (في الوسط).

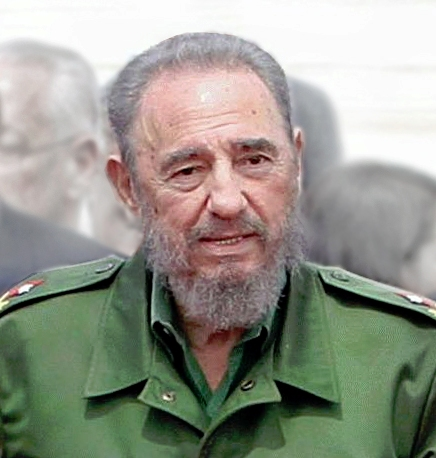
فيدل كاسترو

بدأت شهرة غارثيا ماركيث العالمية عند نشره لروايته "مئة عام من العزلة" في يونيو عام 1967 ففي أسبوعٍ واحدٍ بِيعت ثمانية آلاف نسخة. ومن هنا بدأ نجاحه على نطاق أكبر فقد كان يتم بيع طبعة جديدة من الرواية كل أسبوعٍ حتى بلغ نصف مليون نسخة خلال ثلاث سنوات. وترجمت إلى أكثر من عشرين لغة وحازت أربع جوائز دولية. وصل ماركيث لقمة النجاح وعرفه الجمهور عندما كان بعمر الأربعين. وكان جليًا تغير حياته بعد المراسلات بينه وبين محبيه والجوائز والمقابلات التي أجريت معه. في عام 1969 حصل على جائزة كيانشانو عن رواية مئة عام من العزلة التي اعُتبرت «أفضل كتاب أجنبي» في فرنسا. عام 1970 نشرت الرواية باللغة الإنجليزية واخُتيرت واحدة من أفضل اثني عشر كتابًا في الولايات المتحدة ذاك العام. بعدها بسنتين حصل على جائزة رومولو جايجوس وجائزة نيوستاد الدولية للأدب. وعام 1971 قام ماريو بارغاس يوسا بنشر كتاب عن حياة وأعمال ماركيث. وعاد غارثيا ماركيث للكتابة للتأكيد على هذا النجاح، وقرر أن يكتب عن ديكتاتور، وانتقل مع أسرته إلى مدينة برشلونة بإسبانيا، حيث أمضى حياته تحت حكم فرانثيسكو فرانكو في سنواته الأخيرة.
وأدت شعبية كتاباته أيضًا إلى تكوينه صداقات عدة مع الزعماء الأقوياء، ومنها الرئيس الكوبي السابق فيدل كاسترو، تلك الصداقة التي تم تحليلها في غابو وفيدل: مشهد صداقة، وبالمثل مع الزعيم الفلسطيني الراحل ياسر عرفات، إضافة إلى توافقه مع الجماعات الثورية في أمريكا اللاتينية وخصوصًا في الستينات والسبعينات من القرن العشرين. وفي مقابلة أجرتها كلوديا درييفوس معه عام 1982 أقر ماركيث أن صداقته مع كاسترو تنصب بالأساس في مجال الأدب: «العلاقة بيننا ماهي إلا صداقة فكرية. ربما لم يكن معروفًا على نطاق واسع أن فيدل رجل مثقف. وعندما نكون معًا، نتحدث كثيرًا عن الأدب». وانتقد البعض غارثيا ماركيث لهذه الصداقة بينهما، فيما أشار الكاتب الكوبي رینالدو آرناس في مذكراته قبل هبوط الليل عام 1992 أن غارثيا ماركيث كان مع كاسترو في خطاب موجه عام 1980 انتقد فيه الأخير اللاجئين الذين تم اغتيالهم مؤخرًا في سفارة بيرو بأنهم «رعاع». وتذكر آرناس بمرارة تكريم أصدقاء الكاتب لكاسترو بتصفيقهم المنافق.

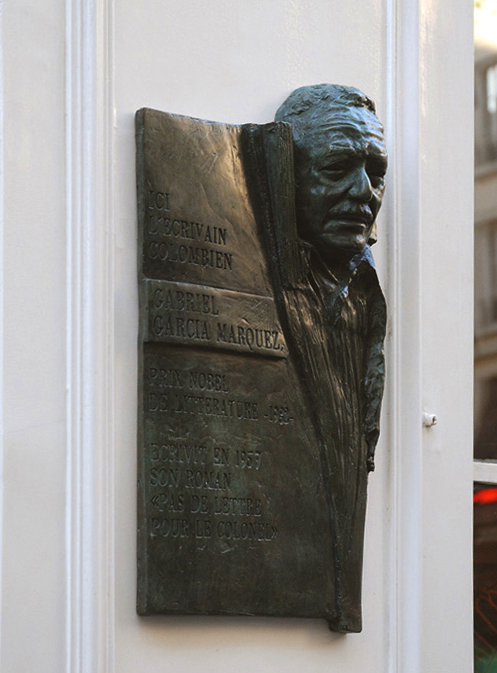
نصب تذكاري في فندق الثلاث الكليات في باريس، حيث عاش غارثيا ماركيث عام 1956.

إضافة إلى شهرته الواسعة التي اكتسبها من مؤلفاته، فإن وجهة نظره تجاه الإمبريالية الأمريكية أدت إلى اعتباره شخصًا مخربًا، ولسنوات عدة تم رفض منحه تأشيرة دخول إلى الولايات المتحدة من قبل سلطات الهجرة. على أنه بعد ذلك وعقب انتخاب بيل كلينتون رئيسًا رُفِع الحظر المفروض عليه، وأكد كلينتون أن مئة عام من العزلة «هي روايته المفضلة».
عام 1981 حاز ماركيث على وسام جوقة الشرف الفرنسية، وعاد بعدها إلى كولومبيا في زيارة لكاسترو، ليجده في ورطة أكبر. فقد اتهمته حكومة القائد الليبرالي خوليو ثيسار طورباي أيالا بتمويل حركة 19 أبريل. وطلب اللجوء إلى المكسيك هروبًا من كولومبيا وحتى الآن مازال يحتفظ بمنزله.
خلال الفترة ما بين 1986 و1988 عاش غارثيا ماركيث وعمل في مدينة مكسيكو ولا هافانا وقرطاجنة. بعد ذلك وفي عام 1987 أقيم احتفالٌ في أوروبا وأمريكا بمناسبة الذكرى العشرين لصدور الطبعة الأولى من مئة عام من العزلة. لم تقتصر مساهمات غارثيا ماركيث على الكتب ولكن أيضًا أنهى كتابة عمله المسرحي الأول "خطبة لاذعة ضد رجل جالس" عام 1988. وفي عام 1988، صدر فيلم رجل عجوز جدًا بجناحين عظيمين عن قصته التي تحمل نفس الاسم من إخراج فيرناندو بيرري.
عام 1995، قام معهد كارو وكويربو بنشر مجلدين من مرجع نقدي عن غابرييل غارثيا ماركيث. وفي عام 1996، نشر غارثيا ماركيث خبر اختطاف، حيث جمع بين توجهه في الإدلاء بشهادته في الصحافة مع أسلوبه الروائي الخاص. وتمثل هذه القصة موجة هائلة من العنف وعمليات الاختطاف التي لاتزال تواجه كولومبيا. وفي عام 1999، قام الأمريكي جون لي أندرسون بنشر كتاب يكشف فيه عن حياة غارثيا ماركيث، والذي أتيحت له الفرصة للعيش لشهور عدة مع الكاتب وزوجته في منزلهما في بوغوتا.

## صحته

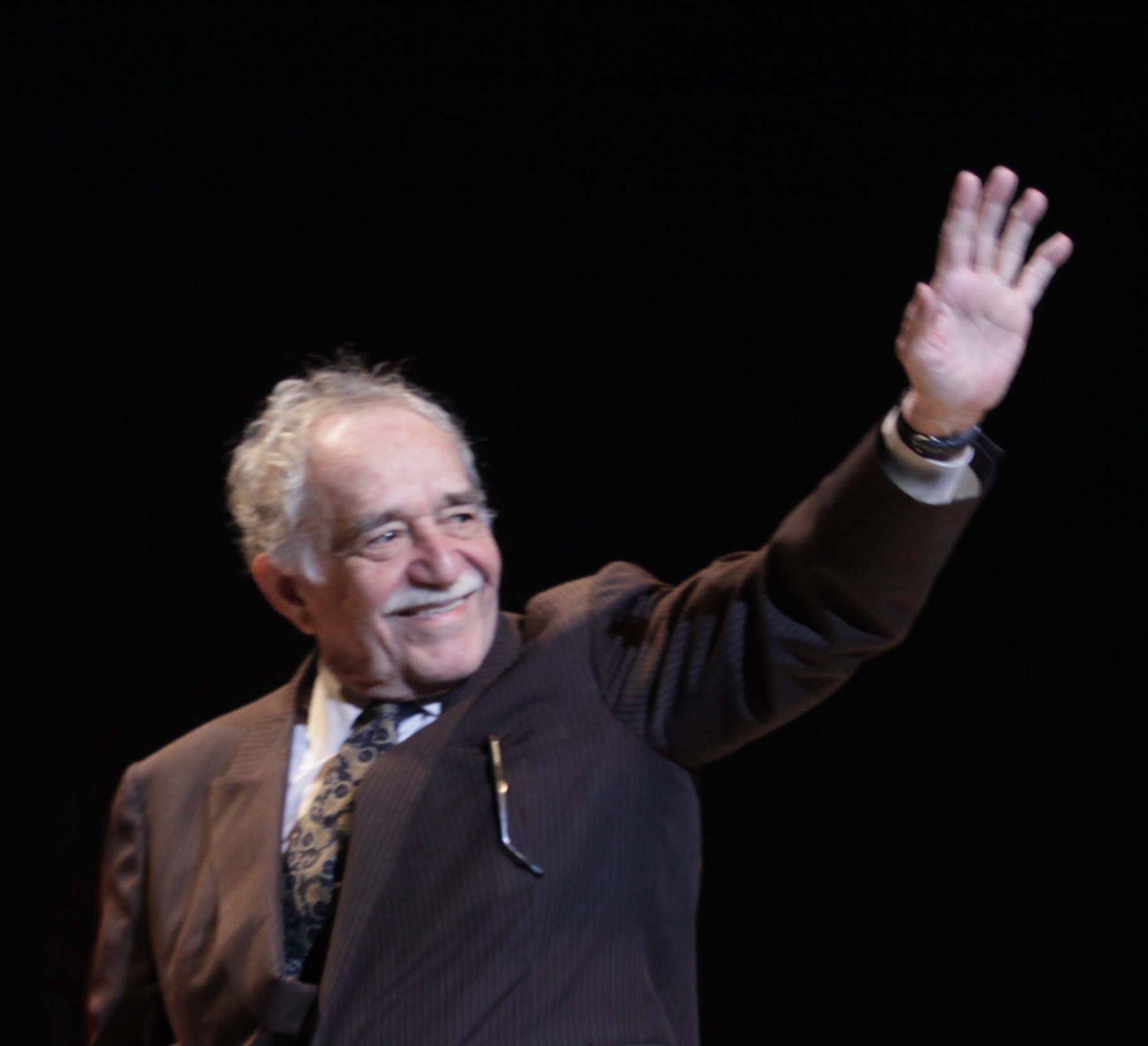
غابرييل غارثيا ماركيث في لقاء مع وزير الثقافة الكولومبي في المهرجان السينمائي الدولي في مدينة غوادالاخارا المكسيكية عام 2009.

في 1999، تم تشخيص صحة غارثيا ماركيث بأنه مصابٌ بسرطان الغدد الليمفاوية. وفي هذا الصدد، أعلن الكاتب في مقابلة أجرتها معه صحيفة إل تيمبو الكولومبية اليومية في بوغاتا: 
| غابرييل غارثيا ماركيث | منذ أكثر من عام، وقد خضعت لعلاج مكثف لسرطان الغدد الليمفاوية خلال ثلاثة أشهر، وقمت بتلقي العلاج الكيميائي في مستشفى في لوس أنجلوس، والذي كان بمثابة حجر عثرة في حياتي. لقد خفضت علاقاتي مع أصدقائي بذلك الوقت إلى أدنى حد ممكن وقطعت الاتصالات الهاتفية وقمت بإلغاء رحلاتي وجميع إلتزاماتي المعلقة والمستقبلية حتى لا يفوتني الوقت وانتهي من كتابة المجلدات الثلاثة من مذكراتي عشت لأروي وكتابين من القصص القصيرة الذين قاربا على المنتصف. وبالفعل انغلقت على نفسي وعكفت على الكتابة كل يوم دون انقطاع من الساعة الثامنة صباحا وحتى الثانية بعد الظهر. وخلال هذه الفترة، وبدون أي نوع من الأدوية، فقد قللت علاقتي مع الأطباء واكتفيت بالزيارات السنوية وإتباع نظام غذائي بسيط حتى أتجنب زيادة الوزن. وفي غضون ذلك، عدت إلى الصحافة وإلى متعتي المفضلة في سماع الموسيقى وكنت أقضي اليوم في القراءات المتراكمة عليّ. | غابرييل غارثيا ماركيث |

غابرييل غارثيا ماركيث مع الكاتب المكسيكي جوني ولش مؤلف قصيدة.

وفي المقابلة نفسها أشار غارثيا ماركيث إلى قصيدته التي تحمل عنوان الدمية، والتي نسبتها إليه صحيفة لا ريبوبليكا البيروفية والتي كانت بمثابة وداعٍ لموته الوشيك، نافيًا ذلك الخبر. ونفى في الوقت ذاته أن يكون هو مؤلف هذه القصيدة وصرح بأن الكاتب الحقيقي هو كاتب مكسيكي شاب كتبها لدميته، مشيرًا في الوقت ذاته إلى المكسيكي جوني ولش.

كتاب سيرة حياة غابرييل غارثيا ماركيث لجيرالد مارتن.

وفي 2002 سافر جيرالد مارتن كاتب سيرة ماركيث الذاتية إلى مدينة المكسيك ليقابله، وكانت زوجته ميرثيديس تعاني من الرشح، فاضطر الكاتب إلى مقابلة مارتن في الفندق الذي يقيم فيه. ووفقًا لمارتن، فإن غابرييل غارثيا ماركيث لايبدو عليه المظهر النموذجي للشخص المصاب بالسرطان. حتى الآن لايزال يحتفظ بوزنه الرشيق وشعره القصير وهو على وشك الانتهاء من مذكراته عشت لأروي حتى ينشرها في العام ذاته. وفي 2005 لم يكتب ماركيث ولو سطرًا واحدًا، وقال: «من خلال تجربتي فأنا أستطيع الكتابة دون أدنى مشاكل، لكن القراء سيدركون أن قلبي لم يكن معي لحظة الكتابة».
وفي مايو من عام 2008، تم الإعلان عن انتهاء ماركيث من رواية جديدة باسم رواية الحب، وأنه بصدد نشرها بحلول نهاية العام ذاته. ومع ذلك أدلت كارمن بالثييس بتصريح لصحيفة لا ترثيرا التشيلية بأن غارثيا ماركيث أصبح غير قادر على العطاء وأنه لن يكتب مرة أخرى. إلا أن كريستوبال بيرا، رئيس تحرير راندوم هاوس موندادوري، ذكر أن غارثيا ماركيث بصدد الانتهاء من رواية جديدة بعنوان سوف نلتقي في أغسطس.
وفي ديسمبر من عام 2008، أخبر غارثيا ماركيث معجبيه في معرض الكتاب في غوادالاخارا أن كتابته أصبحت بالية. وفي 2009 ونزولًا عن رغبته وردًا على ادعاءات وكيلة أعماله وكاتب سيرته الذاتية أن مسيرت الأدبية قد فنيت، صرح ماركيث لصحيفة إلـ تيمبو الكولومبية «أنه ليس فقط ما يقولونه غير صحيح، ولكن أيضًا الشيء الوحيد الذي يمكنني القيام به هو الكتابة».
وفي أوائل عام 2012 أشاع خايمي ماركيث أخو غابرييل أن غابرييل أصبح يعاني من الخرف وأشار إلى أن العلاج الكيميائي الذي تلقاه للعلاج من السرطان اللمفاوي قد يكون السبب في ذلك، إلا أن فيديو تم بثه في مارس عام 2012 في احتفال ماركيث بعيد ميلاده كذب ذلك الأمر.

### وفاته وجنازته
في 3 أبريل 2014 أُدخل ماركيث مستشفى المعهد الوطني للعلوم الطبية والتغذية في ميكسيكو سيتي، وذكرت تقارير طبية أنه يعالج من مرض ذات الرئة. توفي في 17 أبريل. وأعلن رئيس كولومبيا الحداد عليه

## مسيرته الأدبية

### الصحافة

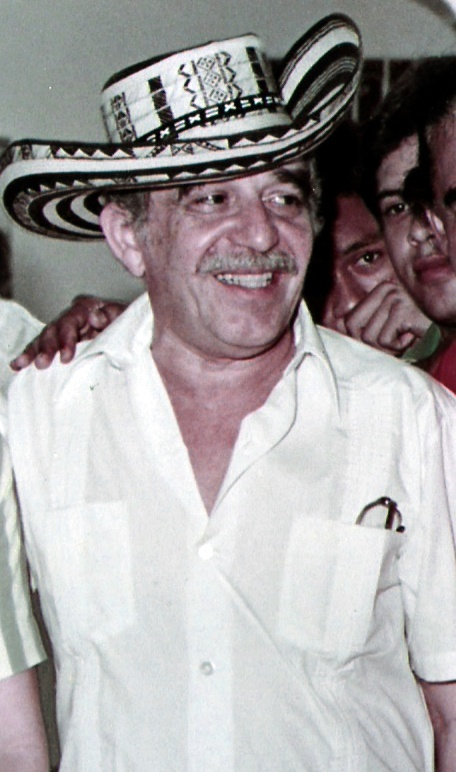
غابو عام 1984 مع قبعته على النسق الكولومبي.

بدأ غارثيا ماركيث مسيرته مع الصحافة عندما كان يدرس القانون في الجامعة. وفيما بين عامي 1948 و1949، كتب لصحيفة اليونيفرسال اليومية في قرطاجنة. ومن عام 1950 إلى عام 1952، كتب عمود مختلف في إل هيرالدو، الصحيفة المحلية في بارانكويلا تحت الاسم المستعار سبتيموس. واكتسب غارثيا ماركيث خبرة من مساهماته في صحيفة إل هيرالدو. وخلال هذه الفترة، أصبح ماركيث عضوًا نشطًا في الجروب غير الرسمي للكتاب والصحفيين والمعروف باسم جروب بارانكويلا، وهي الجمعية التي كانت لها الدافع الأكبر والإلهام الذي صاحب ماركيث في مسيرته الأدبية. وعمل ماركيث مع بعض الشخصيات، من بينهم خوسيه فيلكس فوينمايور، وكاتب القصص القصيرة القطالوني رامون بينيس، وألفونسو فوينمايور والكاتب والصحفي الكولومبي ألبارو ثيبيددا ساموديو وخيرمان بارجاس والرسام الكولومبي- الإسباني أليخاندرو أوبريجون والفنان الكولومبي أورلاندو ريبيرا وخوليو ماريو سانتوس دومينجو. واستخدم غارثيا ماركيث، على سبيل المثال، الحكيم القطالوني رامون بينيس، كصاحب مكتبة لبيع الكتب في مئة عام من العزلة. وفي ذلك الوقت، قرأ غارثيا ماركيث أعمال العديد من الكتاب مثل فيرجينيا وولـف وويليام فوكنر، والذين أثرا عليه في كتاباته وفي التقنيات السردية والموضوعات التاريخية مع استخدام بلديات المحافظات. وقدم محيط بارانكويلا لغارثيا ماركيث المناخ الأدبي المناسب للتعلم على المستوى العالمي ووجهة نظر فريدة عن ثقافة منطقة البحر الكاريبي. وعن مسيرته في الصحافة، ذكر ماركيث أن ذلك كانت بمثابة «وسيلة لعدم افتقاده الاتصال مع الواقع».
وبناءً على طلب من الروائي والشاعر الكولومبي ألبارو موتيس عام 1954، عاد غارثيا ماركيث إلى بوغوتا للعمل كمراسل وناقد سينمائي في صحيفة الإسبكتادور. وبعدها بعام، نشر غارثيا ماركيث قصة بحّار غريق في نفس الصحيفة، وهي سلسلة وقائع تاريخية من أربعة عشر جزء عن غرق المدمرة أيه. أر. سي. كالداس، قصة حقيقية لسفينة كولومبية غرقت بسبب إفراط في التحميل والوزن، وذلك استنادًا إلى مقابلات عدة مع لويس أليخاندرو بيلاسكو، بحّار شاب نجا من الغرق. وأدى نشر هذه المقالات إلى حدوث جدل عام على الصعيد الوطني، حيث أنه في المنشور الأخير تم الكشف عن التاريخ الخفي، والذي أدى إلى التشكيك في الرواية الرسمية للأحداث التي أرجعت سبب غرق السفينة إلى عاصفة. ونتيجة لهذه الجدل، تم إرسال غارثيا ماركيث إلى باريس ليكون مراسلًا أجنبيًا لصحيفة الإسبكتادور. وبعدها قام ماركيث بكتابة تجربته في صحيفة الإندبندنت، صحيفة حلت محل الإسبكتادور لفترة وجيزة، خلال فترة الحكومة العسكرية للجنرال غوستابو روخاس بينيا، والتي أغلقت بعد ذلك من قبل السلطات الكولومبية. وفي وقت لاحق، وبعد انتصار الثورة الكوبية عام 1960، سافر غارثيا ماركيث إلى هافانا، حيث عمل في وكالة الأنباء برنسا لاتينا، التي أنشأتها الحكومة الكوبية وهناك كون صداقة مع تشي جيفارا.
وفي عام 1974، قام غابرييل غارثيا ماركيث جنبًا إلى جنب مع عدد من المثقفين والصحفيين اليساريين بتأسيس مجلة ألتراناتيبا والتي استمرت حتى عام 1980، وشكلت علامة فارقة في تاريخ صحافة المعارضة في كولومبيا. وبمناسبة صدور العدد الأول، كتب غابو مقالًا حصريًا عن تفجير قصر لامونيدا في سانتياغو، عاصمة تشيلي، وهو بدوره ما أدى إلى نفاذ الكمية بأكملها. وبعد ذلك، أصبح هو الشخص الوحيد التي كان يوقع على المقالات.
وفي عام 1994، قام غابرييل غارثيا ماركيث برفقة أخيه خايمي غارثيا ماركيث وخايمي أبييو بانفي بتأسيس مؤسسة الصحافة الإيبروأمريكية الجديدة FNPI، والتي كانت تهدف إلى مساعدة الصحفيين الشباب للتعلم على يد أساتذة مثل ألما جييرموبريتو وجون لي أندرسون. وبالمثل دفعهم نحو الطرق الجديدة للكتابة الصحفية. ويقع المركز الرئيسي للمؤسسة في قرطاجنة، ولا يزال غارثيا ماركيث يرأسها حتى الآن.

### منشوراته الأولى والأساسية

غلاف رواية.

نشر غارثيا ماركيث قصته الأولى الإذعان الثالث في صحيفة الإسبكتادور بتاريخ 13 سبتمبر عام 1947. وبعدها بعام، بدأ عمله في الصحافة في نفس الصحيفة. وكانت باكورة أعماله مجموعة قصصية قام بنشرها في الصحيفة نفسها فيما بين عامي 1947 و1952. وخلال هذه الفترة، قام بنشر خمسة عشر قصة قصيرة.
وأراد غارثيا ماركيث أن يكون صحفيًا وفي الوقت ذاته روائي. وبالمثل أراد خلق مجتمع أكثر عدالة. وبحث ماركيث لعدة سنوات عن ناشر لروايته الأولي الأوراق الذابلة، إلى أن نشرها عام 1955. وعلى الرغم من أن الرواية لاقت نقدًا واسعًا، إلا أن عددًا كبيرًا من الطبعات ظل بالمخازن، ولم يحصل الكاتب وقتها على أي شيء «ولا حتى قرش كإتاوة على سبيل المثال». وأشار غارثيا ماركيث إلى أنه «من بين كل ما كتبه، تظل الأوراق الذابلة هي المفضلة لأنها تعتبر من أكثر الأعمال صدقًا وتلقائية».
كثيرًا ما يعتبر ماركيث من أشهر كتاب الواقعية العجائبية، والعديد من كتاباته تحوي عناصر شديدة الترابط بذلك الأسلوب، ولكن كتاباته كانت متنوعة، بحيث يصعب تصنيفها ككل بأنها من ذلك الأسلوب. وتصنف الكثير من أعماله على أنها أدب خيالي أو غير خيالي وخصوصًا عمله المسمى وقائع موت معلن عام 1981، التي تحكي قصة ثأر مسجلة في الصحف عبر لسان صحفي مزيف عن قضية قتل سانتياغو نصار على يد اثنان من إخوة بيكاريو. ونشر رواية الحب في زمن الكوليرا للمرة الأولى عام 1985. وهي قصة حب ببن الزوجين فيمينا داثا وفلورينتينو أريثا. وهي قصة مستوحاة من قصة الحب بين والديه منذ المراهقة، وحتى ما بعد بلوغهما السبعين. وذكر ماركيث في أحد المقابلات أن الفرق بين القصتين هو أن والديه تزوجا، وبعدها لم يصبحا شخصيات أدبية مألوفة للكتّاب. يستند الحب بين كبار السن على قصة قرأها في إحدى الصحف عن وفاة اثنين من الأمريكان، عن عمر قارب الثمانين عامًا، والذين كانا يجتمعان كل عام في أكابولكو. حتى قُتلا ذات يوم على ظهر قارب على يد أحد المراكبية. وأشار غارثيا ماركيث: «تم الكشف عن قصة الحب الرومانسية بينهما بعد وفاتهما. كنت حقًا مفتونًا بهذه القصة. بالرغم من كون كل شخص منهم متزوج بشخص آخر».

غلاف رواية.

غلاف رواية «عن الحب وشياطين أخرى».

وتأخر غابرييل غارثيا ماركيث قرابة الثمانية عشر شهرًا حتى كتابة روايته الأكثر شهرة مئة عام من العزلة. وفي يوم الثلاثاء الموافق لـ 30 مايو من عام 1967، خرجت للنور الطبعة الأولى من روايته في منافذ البيع في بوينس آيرس ومن أشهر رواياته مئة عام من العزلة. وبعدها بثلاثة عقود، وبعد ترجمة الرواية إلى سبعة وثلاثين لغة، بِيع منها أكثر من 25 مليون نسخة في جميع أنحاء العالم. «وكانت حقًا هذه الرواية بمثابة القنبلة التي أحدثت انفجارًا في العالم منذ صدورها في اليوم الأول. وصدر الكتاب في منافذ البيع دون أي حملات ترويجية، وفي أسبوع واحد، بِيعت ثمانية آلاف نسخة. وسرعان ما أصبحت ممثلة تيار الواقعية السحرية في أدب أمريكا اللاتينية». وأثرت رواية مئة من العزلة في معظم الروائيين الرئيسيين على مستوى العالم. وتتناول الرواية أحداث المدينة من خلال سيرة عائلة بوينديا على مدى ستة أجيال والذين يعيشون في قرية خيالية تدعى ماكوندو، والتي أسسها خوسيه أركاديو بوينديا، والذين كانوا يسمون الكثير من أبنائهم في الرواية بهذا الاسم.
وقد كتب أيضا سيرة سيمون بوليفار في رواية الجنرال في متاهته. هي رواية ذات طابع تاريخي حيث توثق الأيام الأخيرة من حياة الجنرال سيمون بوليفار، الذي يعتبر واحدًا من الزعماء الذين شاركوا في حركة الاستقلال السياسي لدول أمريكا الجنوبية في الربع الأول من القرن التاسع عشر. ونشرت عام 1989، وتدور القصة حول الفترة الأخيرة من حياة بوليفار: رحلة المنفى من بوغوتا إلى الساحل الكاريبي لكولومبيا في محاولة لمغادرة أمريكا والذهاب إلى منفاه في أوروبا.
ومن أعماله الأخرى يظهر خريف البطريرك عام 1975، ورائحة الجوافة عام 1982 وليس للكولونيل من يكاتبه عام 1961. وكتب أيضًا اثنتا عشرة قصة قصيرة مهاجرة، وهو كتاب يضم 12 قصة كتبت قبل ثمانية عشر عامًا. وقد ظهرت من قبل كمقالات صحفية وسيناريوهات سينمائية. كما أصدر مذكراته بكتاب بعنوان عشت لأروي، والتي تتناول حياته حتى عام 1955. فيما تتحدث روايته ذكرى عاهراتي الحزينات عن ذكريات رجل مسن ومغامراته العاطفية.

### أعماله الحديثة
وفي عام 2002، قدم غارثيا ماركيث الجزء الأول من سيرته الذاتية المكونة من ثلاثة أجزاء، وحقق الكتاب مبيعات ضخمة في عالم الكتب الإسبانية. وأعلن الكاتب عنه على النحو التالي: 
| غابرييل غارثيا ماركيث | أبدأ كلامي بحديثي عن أجدادي لأمي وحب والدي ووالدتي لي في بدايات القرن العشرين حتى عام 1955، حتى نشرت قصة الأوراق الذابلة وسافرت إلى أوروبا كمراسل أجنبي لصحيفة الإسبكتادور. وسيستمر المجلد الثاني حتى نشر مئة عام من العزلة، بعد حوالي عشرين عامًا. فيما سيقدم المجلد الثالث شكلًا مختلفًا، وسوف يتناول فقط ذكرياتي عن علاقاتي الشخصية مع ستة أو سبعة رؤساء دول مختلفين. | غابرييل غارثيا ماركيث |

فيما نُشرت الترجمة الإنجليزية لهذه السيرة أعيش لأروي على يد إيدث جروسمان عام 2003، وكانت من الكتب الأكثر مبيعًا. وفي 10 سبتمبر عام 2004، أعلنت صحيفة إلـ تيمبو عن نشر رواية جديدة في أكتوبر تحت عنوان ذكرى عاهراتي الحزينات. وتتناول إحدى قصص الحب، وكان من المقرر أن يتم طرح قرابة مليون نسخة كطبعة أولى. وقد سبب نشر هذا الكتاب جدلًا كبيرًا في إيران، حيث تم حظر بيعه بعد طباعة وبيع أكثر من خمسة ألاف نسخة. فيما هددت منظمة غير حكومية في المكسيك بمقاضاة الكاتب المدافع عن دعارة الأطفال.

## أسلوبه

غلاف رواية.

هناك بعض الجوانب التي يمكن للقراء أن يجدوها عند قراءتهم لأعمال غارثيا ماركيث مثل الدعابة. ولكن في الوقت ذاته، فإنه ليس هناك أسلوبًا واضحًا ومحدد سلفًا لأعمال الكاتب. وفي هذا الصدد، أشار غارثيا ماركيث في مقابلة أجراها مع مارليس سيمون: 
| غابرييل غارثيا ماركيث | أسعى أن أتخذ مسارًا مختلفًا في كل كتاب [...]. الكاتب لا يختار أسلوبًا.. بإمكان أي شخص أن يكتشف الأسلوب المناسب لكل موضوع. وكما أشارت، فإن الأسلوب يتم تحديده بناءً على موضوع العمل. وفي حالة المحاولة في استخدام أسلوب آخر غير مناسب، ستظهر نتيجته مغايرة. وبالتالي، فإن النقاد يبنون نظرياتهم استنادًا إلى ذلك، ويكتشفون أشياءً لم تكن موجودة بالأساس. فقط أتجاوب مع أسلوب حياتنا، الحياة في منطقة البحر الكاريبي. | غابرييل غارثيا ماركيث |

واشتهر غارثيا ماركيث بتركه العنان للقارئ أيضًا ليكون له دورًا هاما ويشاركه في بعض الأفكار والتفاصيل الهامة للعمل الأدبي. وعلى سبيل المثال، فإن الكاتب لم يعطِ اسمًا لأحد الشخصيات الرئيسية في روايته ليس للكولونيل من يكاتبه. وهي تقنية مستمدة من التراجيديا الأغريقية مثل أنتيجون وأوديب ملكا، حيث تتطور بعض الأحداث الهامة خارج نطاق العرض، حيث يُفسح المجال لمخيلة الجمهور.

### المواضيع الهامة

#### العزلة
تتناول معظم أعمال غارثيا ماركيث موضوع العزلة. ولاحظ بيلايو أن «الحب في زمن الكوليرا، مثلها مثل غيرها من أعمال غابرييل غارثيا ماركيث تكشف عن وحدة الإنسان والجنس البشري.. صورة معبرة من خلال الشعور بالوحدة في الحب والوقوع في الحب».
وسأله بلينيو أبوليو ميندوثا: «إن كانت العزلة هي المحور الرئيسي في كل أعمالك، من أين ينبغي علينا ان نبحث عن جذور الأمر؟ في طفولتك ربما؟». فيما أجابه غارثيا ماركيث: «أعتقد أنها مشكلة في العالم بأثره. كل فرد لديه تكونيه الخاص ووسيلته للتعبير عن نفسه. هذا الشعور يعم أعمال الكثير من الكتاب، إلا أن البعض منهم يمكنه التعبير عنه دون وعي».
وفي خطاب قبوله لجائزة نوبل، «العزلة في أمريكا اللاتينية»، أشار غارثيا ماركيث إلى أن موضوع العزلة مرتبط بأمريكا اللاتينية: «تفسير واقعنا من أنماط عدة، وليس من خلالنا نحن، يجعلنا فقط نشعر في كل مرة وكأننا غرباء عن عالمنا، ونصبح أقل حرية وأكثر وحدة في كل مرة».

#### ماكوندو
ويأتي اختراع الكاتب لقرية «ماكوندو» على رأس المواضيع الهامة الأخرى في كتابات غارثيا ماركيث. واستمد ماركيث المرجع الجغرافي لماكوندو من مسقط رأسه أراكاتاكا في كولومبيا للإشارة إلى مدينته الخيالية التي اخترعها، إلا أن تمثيل الشعب تجاوز الإطار المحدد لهذه المنطقة. فيما أضاف غارثيا ماركيث: ماكوندو ليست مجرد مكان بمقدار كونها حالة ذهنية.
أصبحت هذه المدينة الخيالية معروفة في عالم الأدب. ويتم استدعاء جغرافيتها وسكانها باستمرار من قبل المعلمين والسياسيين والوكلاء [...]. والذين يصعب عليهم التصديق أنها ما هي إلا محض اختراع. في قصة الأرواق الذابلة، وصف ماركيث واقع أوج نبات الموز في ماكوندو، والتي على ما يبدو أنها تحمل فترة ازدهار واضحة خلال وجود الشركات الأمريكية، وبالمثل تمثل مرحلة اكتئاب مع رحيل هذه الشركات. بالإضافة إلى أن رواية مئة عام من العزلة تدور أحداثها كاملة في ماكوندو تلك البلدة الخيالية من تاريخ تأسسيها إلى حتى اختفائها مع آخر جيل في عائلة بوينديا.

وشرح غارثيا ماركيث في سيرته الذاتية أن ولعه بلفظ ومفهوم ماكوندو جاء بعد وصفه لرحلة قام بها مع والدته في طريق عودته إلى أراكاتاكا: 
| غابرييل غارثيا ماركيث | توقف القطار في محطة ليس لديها بلدة، وفي وقت لاحق مر بمزرعة الموز الوحيدة على امتداد الطريق والتي كانت تحمل اسم ماكوندو على بابها الخارجي. وقد لفتت انتباهي هذه الكلمة منذ أولى رحلاته التي قد قمت بها مع جدي، ولكنني اكتشفتها كشخص بالغ وأعجبني وقعها الشعري على أذني. ولم أسمعني مرة أقول ولا وددت حتى أن أتسأءل عن معنى اللفظة.. وقرأت عنها ذات مرة في إحدى الموسوعات أن ماكوندو تعني شجرة استوائية تشبه شجرة السيبا. | غابرييل غارثيا ماركيث |

ووفقًا لبعض العلماء، فإن ماكوندو، المدينة التي أسسها خوسيه أركاديو بوينديا في رواية مئة عام من العزلة، لا توجد إلا نتيجة لتداولها اللغوي. ويأتي اختراع ماكوندو تماشيًا تامًا مع وجود الكلمة مكتوبة سابقًا. وفي الكلمة ذاتها، وكأداة تواصل، فإنها تتجلى في الواقع وتسمح للإنسان بتحقيق الاتحاد مع الظروف الخارجة عن بيئته المباشرة.

#### العنف والثقافة

غلاف رواية.

ويجدر الإشارة إلى موضوع العنف في كولومبيا حتى ستينات القرن العشرين في الصراعات التاريخية والحرب الأهلية بين الحزبين الليبرالي والمحافظين، والذي أدى بدوره إلى وفاة مئات الآلاف من الكولومبيين. وظهر هذا العنف ملحوظًا في العديد من أعمال غارثيا ماركيث مثل ليس للكولونيل من يكاتبه والأوراق الذابلة وفي ساعة نحس. وتشير هذه الأعمال إلى مواقف غير عادلة عاشها العديد من الأشخاص، مثل حظر التجول والرقابة على الصحافة. وتبرز رواية في ساعة نحس، بالرغم من أنها ليست واحدة من الروايات الأكثرة شهرة لغارثيا ماركيث، لتصويرها العنف مع صورة مجزأة من التفكك الاجتماعي الناجم عن العنف. ويمكن القول بأن «العنف في هذه الأعمال قد تحول إلى قصة قصيرة من خلال عدم الجدوى الواضحة في العديد من مشاهد الدم والموت».
وعلى الرغم من أن غارثيا ماركيث كان يصف الطبيعة والظلم في فترة العنف التي ضربت كولومبيا في ذلك الوقت، إلا أنه رفض توظيف عمله كمنبرًا للدعاية السياسية. «بالنسبة له، واجب الكاتب الثوري هو أن يكتب بشكل جيد، وعمله المثالي هو إبداعه عملًا روائيًا يحرك القارئ من خلال مضمونه السياسي والاجتماعي، وفي الوقت ذاته لقدرته على اختراق الواقع والكشف عن جانبه الآخر».
ويلاحظ أيضًا في أعمال غارثيا ماركيث «ولعه بعرض الهوية الثقافية الأمريكية اللاتينية وخصوصًا ملامح عالم منطقة الكاريبي». وأيضًا محاولته تفكيك القواعد الاجتماعية الراسخة في هذا الجزء من العالم. وعلى سبيل المثال، تبرز شخصية ميمي في رواية مئة عام من العزلة كأداة لنقد الاتفاقيات والأحكام المسبقة للمجتمع. وفي هذه الحالة: هي لم تتوافق مع التقاليد التي تنص على أن «الفتيات يجب أن تكون عذارى عند الزواج»، لأنها كانت على علاقة غير شرعية قبل الزواج مع ماوريثيو بابيلونيا. ويمكن أيضًا ملاحظة مثال آخر عن نقد العادات الاجتماعية من خلال علاقة الحب بين بيترا كوتس وأوريليانو سيجوندو. وفي نهاية العمل، يزداد الحب بين بطلي العمل أكثر من الأول، وحتى بعد أن أصبحوا كهلان. وبذلك يكون غارثيا ماركيث قد انتقد الصورة المعروضة من قبل المجتمع والتي تبرهن على أن «الكهلان لا يستطيعون الوقوع في الحب بعد بلوغهم هذه المرحلة».

### تأثيرات أدبية
وفي شبابه وبعد انضمامه لجروب بارانكويلا للصحفيين، بدأ غابرييل غارثيا ماركيث في قراءة أعمال الكاتب الأمريكي إرنست همينغوي والإيرلندي جيمس جويس والإنجليزية فيرجينيا وولـف، إضافة إلى الكاتب الأمريكي ويليام فوكنر، والذي أضاف لغارثيا ماركيث الكثير وأثر في أعماله بشكل جلي. وهو الأمر الذي لم يخفيه الكاتب نفسه، بل صرح به علنًا في خطاب قبوله لجائزة نوبل بالإشارة إليه: «أستاذي ويليام فوكنر». وظهرت بعض العناصر المشابهة لأعمال فونكر، مثل الغموض المتعمد والشعور بالوحدة في واحدة من أوائل اللوح الفنية المعبرة عن الموضوع، في قصة ماركيث القصيرة نابو، الزنجي الذي جعل الملائكة تنتظر، والتي نشرها عام 1951.
وبالمثل أيضًا أجريت دراسة على الأعمال الكلاسيكية، ووُجد أن غابرييل غارثيا ماركيث قد تأثر كثيرًا بأوديب ملكًا للكاتب الأغريقي سوفوكليس، وهو الأمر الذي عبر عنه ماركيث ذات مرة بإعجابه بالأعمال التراجيدية للكاتب. إضافة إلى ذلك، فإن ماركيث كان قد استخدم اقتباسًا من الأسطورة اليونانية أنتيجون في بداية عمله المسمى الأوراق الذابلة، والتي قيل أن بنيتها تحمل تأثيرًا من أزمة أنتيجون الأخلاقية.

وفي مقابلة أجراها مع الصحفي الكولومبي خوان جوستابو كوبو بوردا عام 1981، اعترف غارثيا ماركيث أن الحركة الشعرية المدمرة للرموز لدوافع سياسية والمسماة بالحجر والسماء عام 1939، كانت موجهة بالأساس له، مشيرًا إلى أن: 
| غابرييل غارثيا ماركيث | في الحقيقة، لو لم توجد حركة الحجر والسماء الكولومبية، فإنني لم أكن متأكدًا من ظهوري ككاتب. وبفضل هذه الهرطقة، استطعت أن أترك خلفي خطابة راسخة ومميزة، كولومبية المنشأ... أعتقد أن حركة الحجر والسماء الشعرية الكولومبية ذات أهمية تاريخية كبيرة، إلا أنها في الوقت ذاته لم تكن معترف بها بشكل كاف... وهناك لم أتعلم كيفية توظيف الاستعارة فحسب ولكن أيضًا عرفت كيف أكون أكثر حسمًا، إضافة إلى الحماس والتجديد في الشعر، والذي كنت أفتقده بدوري كل يوم عن سابقه والذي أعطاني حنين كبير للعودة إلى المسار ذاته. | غابرييل غارثيا ماركيث |

### الواقعية والواقعية العجائبية
وكونه كان مؤلفًا للأعمال الخيالية، فقد ارتبط اسم غارثيا ماركيث دائمًا بالواقعية العجائبية، حيث يعد الشخصية البارزة والمحورية لهذا النوع الأدبي. ويستخدم تيار الواقعية العجائبية لوصف العناصر المليئة بالأحداث الفانتازية والأساطير جنبًا إلى جنب مع الأنشطة اليومية والروتينية، كما هو الحال في أعمال الكاتب.
وتعد الواقعية بمثابة موضوعًا هامًا في أعمال غارثيا ماركيث. وأشار إلى أنه قام بعكس واقع الحياة في كولومبيا في أعماله الأولي (عدا الأوراق الذابلة)، مثل ليس للكولونيل من يكاتبه وفي ساعة نحس وجنازة الأم الكبيرة. وعلى خلفية هذا الموضوع، قام بتحديد البنية المنطقية لأعماله المذكورة سلفًا. وأضاف: «لست نادمًا على كتابتهم، ولكنهم في الوقت ذاته ينتمون إلى النوع الأدبي الذي يتعمد عرض وجهة نظر الواقع الثابت جدًا والحصري في آن واحد».
وفي أعماله الأخرى، قام غارثيا ماركيث بتجربة أكثر من نهج أقل تقليدية من الواقع، بحيث يقال الأكثر فظاعة والأكثر غرابة بطريقة لا مبالية. ويأتي الصعود الروحي والجسدي لشخص ما إلى السماء وبينما هو تاركًا الملابس معلقة حتى تجف في مئة عام من العزلة من الأمثلة المستشهد بها بوجه عام. ويندرج أسلوب هذا الأعمال تحت مصطلح الواقع العجائبي، والذي تبناه الكاتب الكوبي أليخو كاربنتيير، والذي تم وصفه فيما بعد بالواقعية السحرية. فيما اقترح الناقد الأدبي ميشيل بيل التفسير البديل لأسلوب غارثيا ماركيث، حيث تم انتقاد تصنيفهم وفقا الواقعية السحرية التي تتميز بالغرابة والديكوتومية: «والذي هو حقًا على المحك هو المرونة النفسية التي لا يمكنها أن تؤثر على العالم بطريقة عاطفية خلال النهار، في حين تبقى متاحة لتلقينات نطاقات الثقافة الحديثة، من خلال منطقها الداخلي الخاص، والتي في حاجة إلى التهميش أو القمع». وناقش الصحفي الكولومبي بلينيو أبوليو ميندوثا مع صديقه غارثيا ماركيث أعمال الأخير على نحو مشابه: «تناولك للواقع في كتاباتك.. قد تمحور إلى مستوى آخر واندرج تحت مصطلح الواقعية السحرية. لدي انطباع بأن قراءك الأوروبيين كثيرًا ما يحذروا السحر الذي تقدمه في كل شيء. لأنهم في الحقيقية لا يرون الواقع الذي يلهمك لتناول هذه الأفكار. ولأنه من المؤكد أيضًا أن عقلانياتهم تمنعهم من رؤية الواقع الذي لا يقف فقط عند أسعار الطماطم أو البيض».
وخلق غارثيا ماركيث عالمًا قريب الشبه جدًا إلى عالمنا اليومي، إلا أنه في الوقت نفسه يختلف كليًا عنه. من الناحية التقنية، هو عالم واقعي من خلال عرضه لكل ما هو حقيقي وما هو غير واقعي. ولكن بطريقة أو بأخرى، يتناول ببراعة الواقع والذي تتلاشى بداخله بشكل طبيعي الحدود بين كل ما هو حقيقي وكل ما هو فانتازي.
ويعتبر غارثيا ماركيث أن الخيال ما هو إلا أداة لحسن توظيف الواقع، وأن أي عمل روائي ما هو إلا تمثيل مشفر للواقع. وردًا على التساؤل القائل بأن كل ما كتبه يستند إلى شيء واقع، أجاب: «ليس في أعمالي الروائية التي كتبتها ما لا يستند إلى الواقع».

## جوائز وأوسمة
جائزة نوبل. نال غابرييل غارثيا ماركيث جائزة نوبل في الآداب عام 1982، من الأكاديمية السويدية عن رواياته وقصصه القصيرة، حيث يتم الجمع بين الخيال والواقع في عالم هادئ غني بالخيال، مما يعكس الحياة والنزاعات داخل القارة الأمريكية اللاتينية. وكان خطاب قبوله للجائزة تحت عنوان «العزلة في أمريكا اللاتينية». يعد غابرييل غارثيا ماركيث أول شخصية كولومبية ورابع شخصية من أمريكا اللاتينية تنال جائزة نوبل في الآداب، وصرح ماركيث بعدها: «لدي انطباع أنه عند إعطائي الجائزة، قد أُخذ بعين الاعتبار أدب شبه القارة، وأنني قد مُنحت إياها اعترافًا بكليّة وشمولية هذا الأدب». وحصل غارثيا على العديد من الجوائز والامتيازات والأوسمة عن مجمل أعماله وهي على النحو المبين أدناه:
- جائزة الرواية عن عمله في ساعة نحس عام 1961.

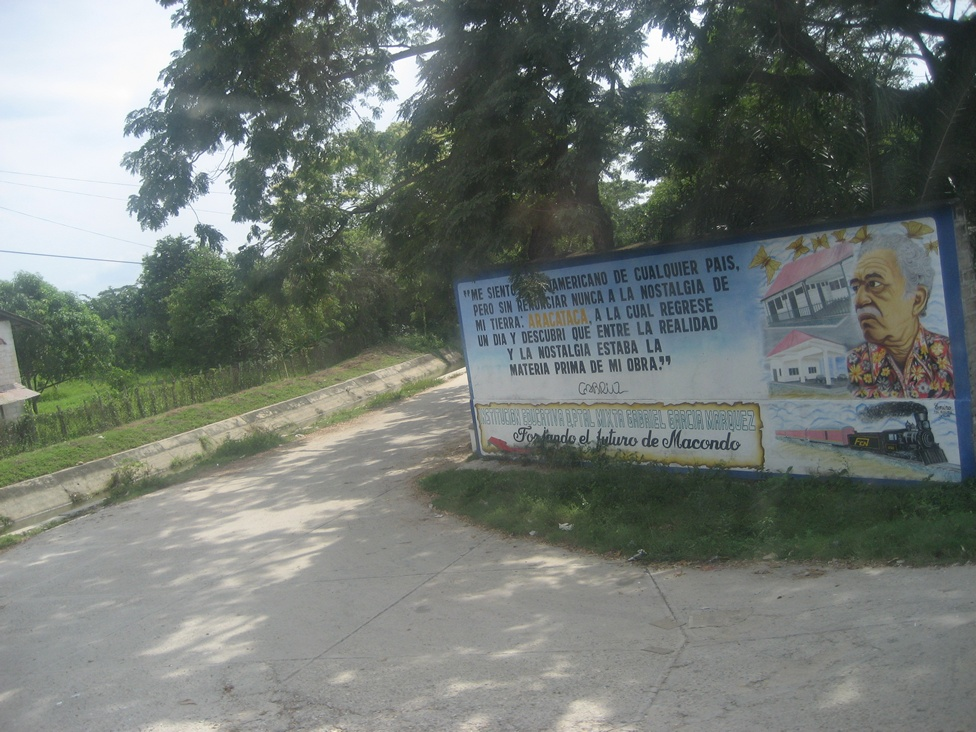
لوحة جدارية عن غابرييل غارثيا ماركيث في أراكاتاكا.

- الدكتوراه الفخرية في الآداب من جامعة كولومبيا في نيويورك عام 1971.
- جائزة رومولو جايجوس عن روايته مئة عام من العزلة عام 1972.
- وسام جوقة الشرف الفرنسية عام 1981.
- وسام النسر الأزتيك في المكسيك عام 1982.
- جائزة مرور أربعين عامًا على تأسيس جروب بارانكويلا للصحفيين في بوغاتا عام 1985.
- عضو شرفي في معهد كارو وكويربو في بوغاتا عام 1993.
- متحف غارثيا ماركيث: انتهت الحكومة الكولومبية في 25 مارس عام 2010 من إعادة بناء منزل غارثيا ماركيث حيث وُلد في أراكاتاكا، والذي تم هدمه منذ قرابة الأربعين عامًا، وافتتحت به متحف مخصص لذكراه مع أكثر من أربعة عشر غرفة مُمثلة للبيئة التي قضى بها طفولته.[97]
- وتم تكريمه أيضًا باطلاق اسمه على شوارع بعض المدن مثل شرق لوس أنجلوس في كاليفورنيا، وفي قطاع لاس روزاس بمدريد وفي سرقسطة في إسبانيا.
- وفي بوغاتا، قامت دار النشر صندوق الثقافة الاقتصادية في المكسيك بتأسيس المركز الثقافي الذي يحمل اسمه، وتم افتتاحه في 30 يناير عام 2008.

## إرث ونقد غابرييل غارثيا ماركيث

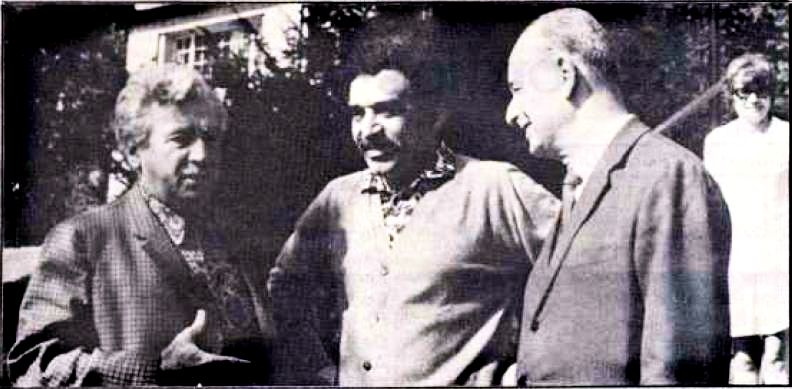
غارثيا ماركيث مع خورخي أمادو عن يمينه وأدونياس فيليو على يساره.

يمثل غارثيا ماركيث جزءًا هامًا في البوم الأمريكي اللاتيني. ونالت أعماله العديد من الدراسات النقدية، بعضها على نطاق واسع وذات مغزى، حيث كان يتم تناول الموضوع والمحتوى السياسي والتاريخي. فيما ركزت بعض الدراسات الأخرى على المحتوى الأسطوري وسمات الشخصيات والبيئة الاجتماعية والبنية الأسطورية والإسقاطات الرمزية في معظم أعماله البارزة.
وجذبت أعمال غارثيا ماركيث العديد من النقاد، فيما أشاد العديد من الباحثين بأسلوبه وإبداعه الخاص. وعلى سبيل المثال، قام الكاتب التشيلي بابلو نيرودا، الحائز على جائزة نوبل، بتناول عمله مئة عام من العزلة، واصفًا إياه: «بأنه أعظم إنجاز في تاريخ اللغة الإسبانية منذ كتابة ثيربانتس لروايته دون كيخوطي في بدايات القرن السابع عشر».
انتقد بعض النقاد غارثيا ماركيث لافتقاره الخبرة الكافية في الساحة الأدبية، وأنه فقط يكتب عن تجاربه الشخصية والخيال. وبهذه الطريقة، فإنهم ارتأوا أن أعماله يجب ألا تكون ذات قيمة. وردًا على ذلك، فقد ذكر غارثيا ماركيث أن يتفق معهم أحيانًا في كون الإلهام لا يأت من الكتب ولكن من الموسيقى. ومع ذلك، ووفقًا لكارلوس فوينتس، فإن غارثيا ماركيث اكتسب واحدة من من أعظم ملامح الخيال الحديثة؛ حيث تبدأ عملية تحرير الوقت من خلال الإفراج عن لحظة بدءًا من اللحظة التي تسمح للإنسان بأن يعيد اكتشاف نفسه وزمنه. وعلى الرغم من كل ذلك، لا يمكن لأي شخص أن ينكر الدور الذي لعبه غارثيا ماركيث في تجديد وإعادة الصياغة والسياق في الأدب والنقد في كولومبيا بوجه خاص وفي القارة الأمريكية اللاتينية بوجه عام.

## نشاطه السياسي

### التشدد وأيديولوجيته
وعندما سُئل غابرييل غارثيا ماركيث عام 1983: «هل أنت شيوعي؟»، أجاب الكاتب: «بالطبع لا. أنا غير ذلك ولم أكن كذلك سابقًا. ولم أشكل طيلة حياتي أي جزءًا من أي حزب سياسي». وحكى غارثيا ماركيث لصديقه بلينيو أبوليو ميندوثا: «أريد أن يصبح كل العالم اشتراكيًا، وأعتقد أنه عاجلًا أم أجلًا سيكون كذلك». ووفقًا لأنخل إستبن وستيفاني بانيتشيلي: «فإن غابو يقصد بالاشتراكية نظام من التقدم والحرية والمساواة النسبية»، حيث يمكن للمعرفة أن تشير إلى الحق والباطل في آن واحد (حيث التلاعب بالألفاظ الذي استخدمه كلا الكاتبين لعنونة فصل من كتابهما إذا كانت المعرفة لا تشير إلى الحق، فمن المؤكد أنها تشير إلى الباطل). وسافر غارثيا ماركيث إلى العديد من البلدان الاشتراكية مثل بولندا وتشيكوسلوفاكيا وألمانيا الشرقية والاتحاد السوفيتي، والمجر، وبعد ذلك قام بكتابة العديد من المقالات، موضحًا عدم اتفاقه مع كل ما يجري هناك. وفي عام 1971، وفي مقابلة أجراها مع مجلة ليبري (الراعية له) صرح غارثيا ماركيث: «ما زلت أعتقد أن الاشتراكية هي الإمكانية الحقيقية، والحل المناسب لأمريكا اللاتينية، وأنها بحاجة إلى التشدد بفاعلية أكثر».
وفي عام 1959، كان غارثيا ماركيث مراسلًا في وكالة أنباء بريلا (برنسا لاتينا) في بوغاتا، التي أنشأتها الحكومة الكوبية بعد انطلاق الثورة الكوبية، لتكون مصدرًا معلوماتيًا عن الأحداث في كوبا. وهناك «كان لابد من تقديم التقارير بطريقة موضوعية عن الوضع في كولومبيا، وفي الوقت ذاته نشر المعلومات عن كوبا. وكان عمله ينصب على كتابة وإرسال الأنباء إلى هافانا. وكانت المرة الأولى التي يكتب فيها غارثيا ماركيث عن الصحافة السياسية». وفي وقت لاحق في عام 1960، قام غارثيا ماركيث برفقة صديقه بلينيو أبوليو ميندوثا بتأسيس مجلة سياسية، العمل الليبرالية، والتي أفلست بعد نشرها لأول ثلاثة أعداد.

### صداقته مع فيدل كاسترو

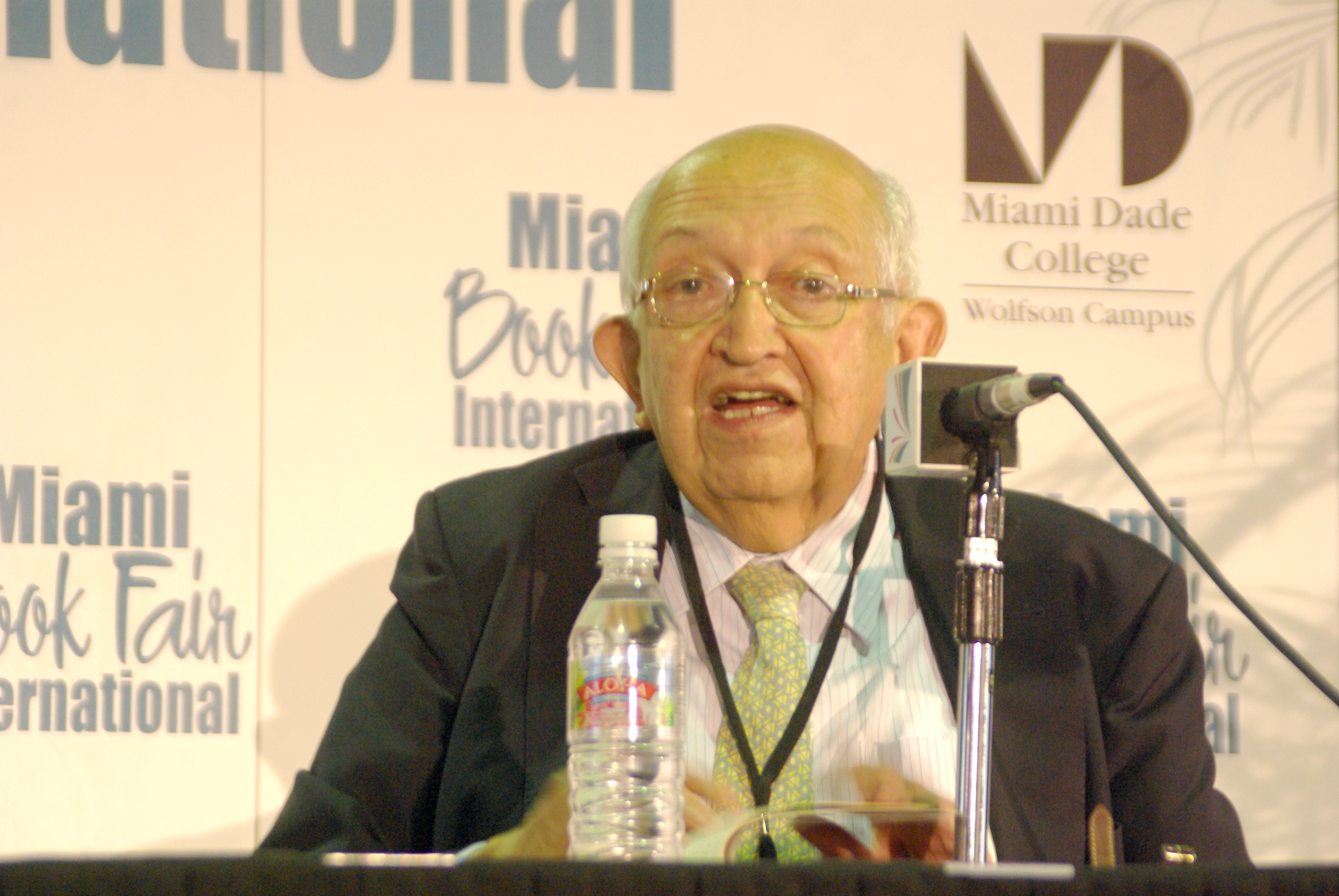
بلينيو أبوليو ميندوثا.

تعرف غابرييل غارثيا ماركيث على فيدل كاسترو في يناير عام 1959، إلا أن صداقتهم كانت قد تشكلت بعد ذلك حينما عمل غارثيا ماركيث مراسلًا في برنسا لاتينا وكان يسكن وقتها في هافانا وكانوا يرون بعضهما عدة مرات. وبعد أن تعرف على كاسترو، «اقتنع غابو أن هذا القائد الكوبي يختلف كليًا عن الزعماء الآخرين والأبطال والطغاة والأوغاد الذين ذكروا في تاريخ أمريكا اللاتينية بدءًا من القرن التاسع عشر. إضافة إلى ذلك، استشف غارثيا ماركيث أنه من خلال هو فقط بإمكان الثورة الكوبية، والتي لا تزال في بدايتها، أن تجني ثمارها في البلدان الأخرى في أمريكا اللاتينية».
ووفقًا لإستبن وبانيتشيلي: ممارسة السلطة هي واحدة من أمتع المكافآت التي يشعر بها الإنسان. وفكر كلاهما أنه هذه هي الحالة التي شعر بها غارثيا ماركيث مع كاسترو. ولذلك فقد شكك كل منهم في الصداقة بين غارثيا ماركيث وكاسترو، وتسائلا هل هي نتيجة إعجاب غارثيا ماركيث بالسلطة. ويرى الصحفي الأرجنتيني والمنتمي لحرب العصابات خورخي ريكاردو ماسيتي أن غابرييل غارثيا ماركيث هو الرجل الذي يعجبه الظهور في الساحة السياسية.
فيما يرى الروائي الكوبي ثيسار ليانتي أن غارثيا ماركيث لديه بعض الولع بالتودد إلى زعماء أمريكا اللاتينية. وأضاف أيضًا: «الدعم غير المشروط من غارثيا ماركيث إلى كاسترو يندرج إلى حد كبير تحت مجال التحليل النفسي […] حيث الإعجاب الذي أحسه مربي البطريك، دائمًا وعلى نحو غير مناسب بزعماء أمريكا اللاتينية، وهم الأفراد الذين يكونون التشكيلات العسكرية غير النظامية في بلادهم». وأردف ليانتي أن وضع غارثيا ماركيث في كوبا يعد «وكأنه أشبه بوزير الثقافة، رئيسًا للتصوير السينمائي أو سفيرًا مفوضًا، ليس لوزارة الشؤون الخارجية، ولكن مباشرة لكاسترو، والذي كان يوظفه للقيام ببعض المهام الدقيقة والحساسة التي لا تخضع لنطاقه الدبلوماسي». فيما لقب الكاتب والصحفي الإسباني لويس سيبريان بـ رسول السياسة، بسبب مقالاته.
ويرى البريطاني جيرالد مارتن، الذي نشر عام 2008 أول كتاب سيرة ذاتية معتمدة للروائي، أن غارثيا ماركيث يشعر «بحالة من الانبهار غير العادي جراء تقربه من زعماء السلطة». وأضاف قائلًا: «كان يريد دائمًا أن يكون شاهدًا على السلطة، ويجدر الإشارة إلى أن هذا الانبهار لم يأت محض صدفة، ولكنه كان يتبع أهداف محددة». وذكر أيضًا أن الكثير من الأشخاص يعتبرون قربه من الزعيم الكوبي فيدل كاسترو أمرًا مبالغًا فيه. وأردف مارتن أن الكاتب ارتبط أيضًا بالعديد من الشخصيات السياسية البارزة مثل علاقته مع فيليبي جونثاليث، رئيس الحكومة الإسبانية السابق أو بيل كلينتون، الرئيس الأمريكي السابق، ولكن الجميع يحدق النظر فقط في علاقته مع كاسترو.
ومن ناحية أخرى، أشار الدبلوماسي والصحفي وكاتب السير الذاتية والأب الروحي للكاتب الحائز على جائزة نوبل، بلينيو أبوليو ميندوثا إلى أن: «غارثيا ماركيث هو صديق كاسترو، ولكن لا أعتقد أنه من المؤيدين لنظامه، لأننا كنا نزور العالم الشيوعي وكنا نشعر بخيبة أمل كبيرة».

### الوساطة والدعم السياسي
شارك غارثيا ماركيث كوسيطًا في محادثات السلام التي تمت في كوبا بين جيش التحرير الوطني ELN والحكومة الكولومبية، وأيضًا بين حكومة الرئيس الكولومبي السابق بيليساريو بيتانكور وحركة 19 أبريل. وبالمثل شارك في عملية السلام بين حكومة أندريس باسترانا والقوات المسلحة الثورية الكولومبية، فارك، إلا أنها قد باءت بالفشل حتى هذه اللحظة.

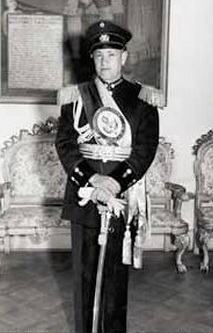
جوستابو روخاس بينيا (رئيس كولومبيا ما بين عامي 1953 و1957).

وفي عام 2006، انضم غارثيا ماركيث إلى قائمة الشخصيات الأمريكية اللاتينية البارزة إلى جانب أقرانه مثل الشاعر الكوبي بابلو أرماندو فرنانديث والكاتب الأرجنتيني إرنستو ساباتو والشاعر الأوروجواني ماريو بينديتي والروائي الأوروجواني إدواردو غاليانو والشاعر البرازيلي تياجو دي ميلو والمفكر الديني البرازيلي فري بيتو والكاتب المكسيكي كارلوس مونسيبايس والعازف الكوبي بابلو ميلانس وكاتبة بورتوريكو آنا ليديا بيجا والروائية الكوبية مايرا مونتيرو والكاتب المسرحي البورتوريكي لويس رافائيل سانشيث، الذين دعموا استقلال بورتوريكو، من خلال تمسكهم بـ إعلان بنما، والذي أُقر بالإجماع في نوفمبر 2006 خلال مؤتمر مجموعة دول أمريكا اللاتينية والكاريبي لاستقلال بورتوريكو.

### الطابع السياسي في أعماله

غلاف رواية.

تلعب السياسة دورًا هامًا في أعمال غارثيا ماركيث، حيث كان يستخدم العديد من النماذج المجتمعية ذات الطابع السياسي من مختلف الدول لإبراز وجهة نظره ومعتقداته ببعض الأمثلة الملموسة، على الرغم من كونها خيالية. وهذا التنوع في الطرق التي يقدمه غارثيا ماركيث بتمثيل السلطة السياسية هو نموذج على أهمية السياسة في أعماله. ويمكن استخلاص هذه النتيجة من أعماله وهي أن «السياسة يمكنها أن تتجاوز نطاق المؤسسات الخاصة بالسلطة السياسية».
وعلى سبيل المثال، يظهر في روايته مئة عام من العزلة مكان ما، «لا زال ينقصه وجود أي قوة سياسية موحدة، وبالتالي لا يوجد قانون يمكن التصويت عليه وسنه في الكونغرس وبمباركة الرئيس ذاته، والذي بدوره يمكن أن ينظم العلاقات بين الرجال، بينهم وبين السلطة العامة وتأسيس وتفعيل هذه السلطة». وفي المقابل، ظهرت الديكتاتورية كنوعًا من تمثيل النظام السياسي في رواية خريف البطريك، حيث يصبح الزعيم شخصًا مثيرًا للاشمئزاز وفاسدًا ومتعطشًا للدماء، وبيده سلطة غير عادية، حيث يخشاه الجمع، وصلت إلى تساؤله عن الوقت، وتمت إجابته، هي طوع لك يا سيدي الجنرال وكما تأمرها تكون.
في حين أن رواية غارثيا ماركيث الأولى التي كتبها في ساعة نحس ربما تعد إشارة إلى ديكتاتورية جوستابو روخاس بينيا. وفي الوقت ذاته، تمثل توترًا سياسيًا وقمعًا لقرية ريفية، يتطلع أهلها إلى تحقيق الحرية والعدالة، ولكن دون جدوى لكلاهما.

## أعماله

### الحكايات والقصص القصيرة
| - الإذعان الثالث (1947) - حواء في هرتها (1947) - الضلع الآخر للموت (1948) - مرارة ثلاثة سائرين أثناء النوم (1949) - حوار المرآة (1949) - عينا الكلب الأزرق (1950) - السيدة التي تصل في السادسة (1950) - نابو، الزنجي الذي جعل الملائكة تنتظر (1951) - أحدهم يفسد تنسيق هذه الأزهار (1952) | - ليلة الكروانات (1953) - مونولوج إيزابيل وهي تشاهد هطول الأمطار في ماكوندو (1955) - بحر الوقت الضائع (1961) - قيلولة الثلاثاء (1962) - يوم من هذه الأيام (1962) - لا يوجد لصوص في هذه المدينة (1962) - أمسية بالتازار العجيبة (1962) - أرملة مونتييل (1962) - يوم بعد يوم السبت (1962) | - زهور صناعية (1962) - جنازة الأم الكبيرة (1962) - عجوز جدًا بجناحين عظيمين (1968) - أجمل غريق في العالم (1968) - الرحلة الأخيرة لسفينة الأشباح (1968) - بلاكامان الطيب بائع المعجزات (1968) - موت مؤكد في ما وراء الحب (1970) - أثر دمك على الثلج (1976) - الصيف السعيد للسيدة فوربيس (1976) - جئت أتكلم بالهاتف فقط (1978) | - الضوء مثل الماء (1978) - ماريا دوس براسيرس (1979) - رحلة موفقة سيدي الرئيس (1979) - أؤجر نفسي لكي أحلم (1980) - سبعة عشر إنجليزيًا مسمومًا (1980) - أشباح أغسطس (1980) - القديسة (1981) - ريح الشمال (1982) - طائرة الحسناء النائمة (1982) |

### تجميعات
| - جنازة الأم الكبيرة (1962) - القصة الحزينة التي لا تُصَدّق لإرينديرا البريئة وجدتها القاسية (1972) - حبكة روائية مكتملة (1985) - القصص الصغيرة لجدي العقيد (1988) | - اثنا عشر قصة قصيرة مهاجرة (1992) - قصص قصيرة (1947-1992) (1996) - لم أت لإلقاء خطاب (2010) - كل القصص القصيرة (2012) |

### أعماله الصحفية
- نصوص ساحلية (1981)
- بين السياسين (1982)
- من أوروبا وأمريكا (1983)
- مجانًا (1984)
- ملاحظات صحفية (1991)

#### وقائع وريبورتاج ومقالات
| - قصة بحّار غريق (1970) - عندما كان سعيدًا وغير موثقًا (1973) - شيلي والانقلاب والجرينجو (1974) - وقائع وتقارير (1976) - السفر عبر البلدان الاشتراكية: 90 يوما في الستار الحديدي (1978) - رائحة الجوافة: محادثات مع بلينيو أبوليو ميندوثا (1982) - يجيا ساندينو (1982) | - مهمة سرية في تشيلي (1986) - كارثة ديموقليس (1986) - التقارير الأولى (1990) - كيف تُروى قصة (1995) - خبر اختطاف (1996) - الهوس المحمود بالقص (1998) |

### المسرحية
- خطبة لاذعة ضد رجل جالس (1988)

### سيناريوهات الأفلام السينمائية
- الاختطاف (1982)
- إيرينديرا البريئة (1983)

### الروائية
| - الأوراق الذابلة (1955) - ليس للكولونيل من يكاتبه (1961) - في ساعة نحس (1962) - جنازة الأم الكبيرة (1962) - مئة عام من العزلة (1967) - خريف البطريرك (1975) | - وقائع موت معلن (1981) - الحب في زمن الكوليرا (1985) - الجنرال في متاهته (1989) - عن الحب وشياطين أخرى (1994) - ذكرى عاهراتي الحزينات (2004) |

### سيرة ذاتية
- عشت لأروي (2002)